# 二條道平

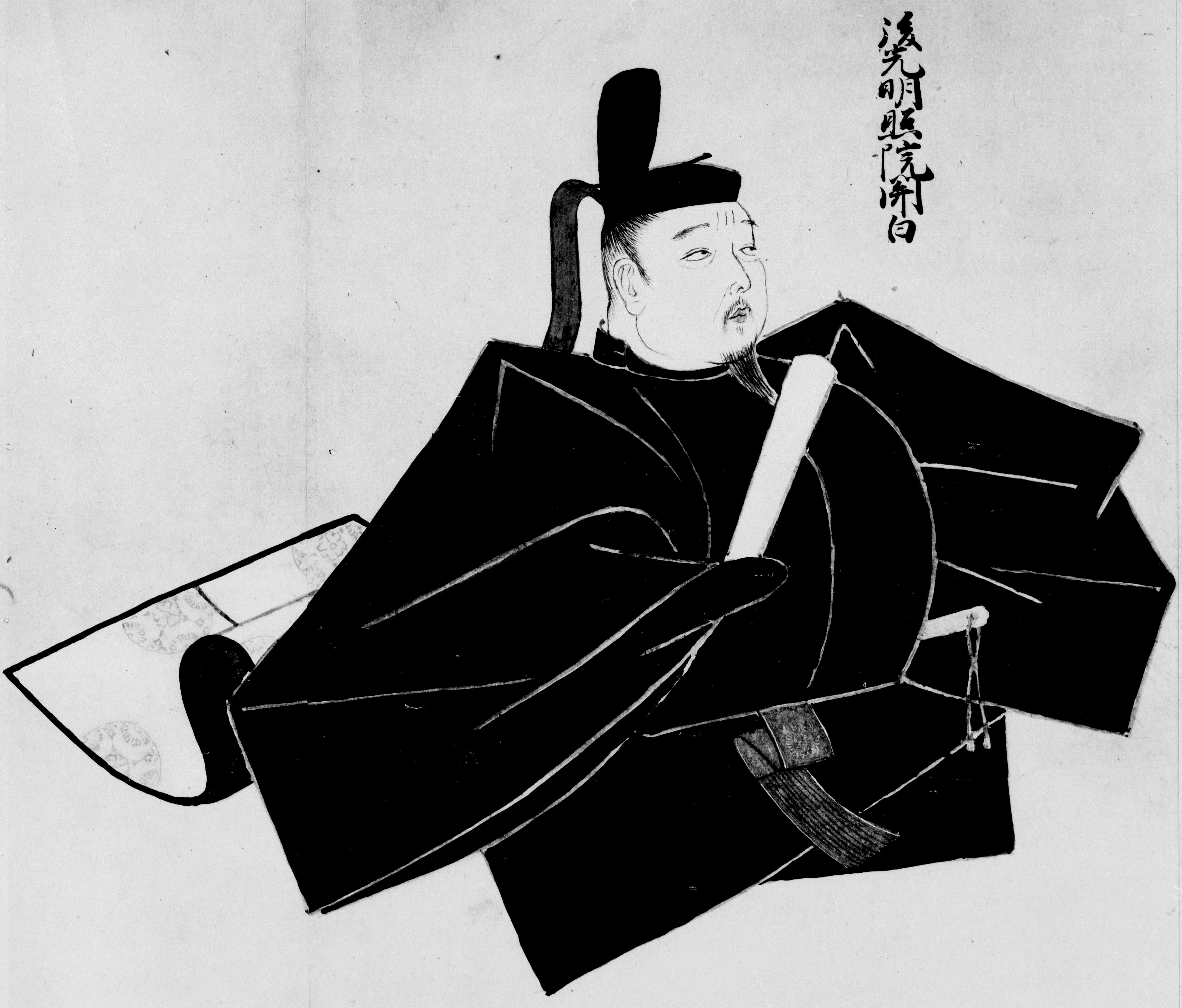

二條道平（平假名：にじょう みちひら；1287年—1335年2月27日），鐮倉時代後期及日本南北朝時代初期的公卿。攝政、關白二條兼基之子。官位是從一位關白、左大臣。號後光明照院。

## 生平
永仁三年（1295年）敘任從三位，位列公卿。嘉元三年（1305年），不滿一條實家先於他就任大臣而隱居。正和五年（1316年）開始就任花園天皇的關白，為期兩年。後醍醐天皇繼位后，他於元亨三年任內覽。嘉曆二年（1327年）再次就任關白，為期三年。并參與了後醍醐天皇推翻室町幕府的計劃。元弘二年（1332年），道平因得罪於幕府，其子良基被免去中納言的職務。《花園院宸記》記載有禁止道平子孫成為二條家家督的事。元弘三年，從隱岐島反擊的後醍醐天皇任命其爲左大臣、藤氏長者。建武元年（1334年），再次擔任內覽。道平不僅學藝優秀，也精通當時公家十分看重的馬術。建武二年卒。